# 希爾曼鎮區 (明尼蘇達州卡內貝克縣)
希爾曼鎮區（英語：Hillman Township）是位於美國明尼蘇達州卡內貝克縣的一個行政鎮區。

## 地方資料
希爾曼鎮區的面積為95.89平方千米，當中陸地面積為94.75平方千米，而水域面積為1.14平方千米。根據2020年美國人口普查的數據，當地共有人口422人，而人口密度為每平方千米4.4人。